# Europäische Lieferkettenrichtlinie
Die Europäische Lieferkettenrichtlinie (amtlicher Titel: Richtlinie (EU) 2024/1760 des Europäischen Parlaments und des Rates vom 13. Juni 2024 über die Sorgfaltspflichten von Unternehmen im Hinblick auf Nachhaltigkeit und zur Änderung der Richtlinie (EU) 2019/1937 und der Verordnung (EU) 2023/2859, auf Englisch auch: Corporate Sustainability Due Diligence Directive, CSDDD oder CS3D) ist eine EU-Richtlinie über die Sorgfaltspflichten von Unternehmen bzgl. ihrer Lieferanten bzw. ihrer Lieferkette im Kontext Nachhaltigkeit. Da in der englischen Abkürzung der Buchstabe D dreimal hintereinander auftritt, wird auch die Abkürzung CS3D verwendet.
Wie aus dem Titel hervorgeht, soll auch die Richtlinie (EU) 2019/1937 (Hinweisgeberrichtlinie), die auch Whistleblower-Richtlinie genannt wird, geändert werden.
Des Weiteren soll die Verordnung (EU) 2023/2859 geändert werden, die die Einrichtung eines zentralen europäischen Zugangsportals (englisch: European Single Access Point – ESAP) für den zentralisierten Zugriff auf öffentlich verfügbare, für Finanzdienstleistungen, Kapitalmärkte und Nachhaltigkeit relevante Informationen regelt.

## Stand der Gesetzgebung

### Entwurf in der EU-Kommission
Nach Entwurf und Konsultation des Rechtsaktes hat die Europäische Kommission am 23. Februar 2022 den Vorschlag für eine Richtlinie des Europäischen Parlaments und des Rates über die Sorgfaltspflichten von Unternehmen im Hinblick auf Nachhaltigkeit und zur Änderung der Richtlinie (EU) 2019/1937 in allen Amtssprachen der Europäischen Union veröffentlicht. Das Dokument umfasst 83 Seiten – der Anhang umfasst 8 Seiten.

### Richtlinie im EU-Rat und EU-Parlament
Der Europäische Rat hat seine allgemeine Ausrichtung zur Richtlinie am 1. Dezember 2022 festgelegt. Am 1. Juni 2023 formulierte das Europäische Parlament seine Position zu der Richtlinie und nahm diese unerwartet deutlich mit 366 Ja- und 225 Nein-Stimmen an. Die unterschiedlichen Positionen waren danach in Trilog-Verhandlungen zwischen dem Europäischen Parlament, der Europäischen Kommission und dem Europäischen Rat zu verhandeln. Am 14. Dezember 2023 einigten sich Vertreter des Europäischen Rats und des Europaparlaments auf eine Kompromissfassung der Lieferkettenrichtlinie. Es gab aber erhebliche Vorbehalte aus verschiedenen Ländern, darunter Schweden, Finnland und Estland. Auch Industrieverbände äußerten sich kritisch. In der deutschen Ampel-Regierungskoalition unterstützten SPD und Grüne die Richtlinie und die FDP lehnte sie ab.

### Einigung der EU-Mitgliedstaaten
Zunächst scheiterte die gesetzliche Umsetzung der Richtlinie bei einer Abstimmung unter den Mitgliedstaaten am 28. Februar 2024, da nicht die erforderliche Mehrheit von mindestens 15 EU-Mitgliedstaaten, die zusammen mindestens 65 Prozent der EU-Bevölkerung repräsentierten, zustande kam. Neben den drei genannten Ländern unterstützten auch Deutschland, Österreich, Luxemburg, Italien, die Tschechische Republik, Ungarn, Bulgarien, Litauen, Malta und die Slowakei das Gesetz nicht. Die belgische Ratspräsidentschaft kündigte daraufhin eine Prüfung an, ob die Bedenken der Mitgliedstaaten in Absprache mit dem Europäischen Parlament ausgeräumt werden können.
Nach weiteren Verhandlungen einigten sich die EU-Mitgliedstaaten am 15. März 2024 auf eine abgeschwächte Fassung der Europäischen Lieferkettenrichtlinie, die nun eine qualifizierte Mehrheit fand. Deutschland enthielt sich aufgrund der Blockadehaltung der FDP innerhalb der Bundesregierung; jedoch konnte Italien von der Neufassung überzeugt werden, sodass die erforderliche Mehrheit auch ohne Deutschland zustande kam. Die Neufassung hebt die Grenzen für die Anwendbarkeit auf Unternehmen mit mindestens 1.000 Beschäftigten und 450 Millionen Euro Umsatz an, wobei längere Übergangsfristen vorgesehen sind. Risikosektoren wurden aus dem Gesetzesentwurf gestrichen, jedoch bleibt die Möglichkeit bestehen, Unternehmen vor europäischen Gerichten zur Verantwortung zu ziehen, falls sie von Menschenrechtsverletzungen profitieren. Am 24. April 2024 stimmte das Europaparlament der abgeschwächten Fassung zu. Am 24. Mai 2024 erteilte auch der Rat der Europäischen Union mit Mehrheit seine endgültige Zustimmung.  Damit ist das europäische Gesetzgebungsverfahren abgeschlossen; die Richtlinie tritt 20 Tage nach ihrer Veröffentlichung in Kraft. Am 5. Juli 2024 wurde der Rechtsakt im Amtsblatt der EU veröffentlicht.

## Nationale Rechtsakte
Einige Mitgliedstaaten der Europäischen Union haben bereits Rechtsakte in Kraft gesetzt, die sich mit den Lieferketten von Unternehmen befassen. So gilt in Frankreich seit 2017 das Loi relative au devoir de vigilance und in Deutschland seit dem 1. Januar 2023 das Lieferkettensorgfaltspflichtengesetz (LkSG).
In Österreich wurde bislang kein entsprechender Rechtsakt erlassen, obwohl sich einige Organisationen seit Jahren dafür einsetzen.
In der Schweiz ist die Eidgenössische Volksinitiative «Für verantwortungsvolle Unternehmen – zum Schutz von Mensch und Umwelt» auch Konzernverantwortungsinitiative genannt, am 29. November 2020 gescheitert. Man erreichte mit rund 50,7 % Ja-Stimmen zwar das Volksmehr, scheiterte jedoch am ebenfalls erforderlichen Ständemehr. Zum 1. Januar 2022 ist die Verordnung über Sorgfaltspflichten und Transparenz bezüglich Mineralien und Metallen aus Konfliktgebieten und Kinderarbeit (VSoTr) in Kraft getreten.

## Ziele
Gemäß Einleitung sollen folgende Ziele erreicht werden:
1. Verbesserung der Corporate-Governance-Praktiken mit dem Ziel, Risikomanagement und Verfahren zur Minderung von Risiken im Zusammenhang mit Menschenrechten und Umweltauswirkungen, einschließlich Risiken aus den Wertschöpfungsketten, besser in Unternehmensstrategien zu integrieren,
2. Vermeidung einer Fragmentierung der Bestimmungen zu den Sorgfaltspflichten im Binnenmarkt und Schaffung von Rechtssicherheit für Unternehmen und Interessenträger in Bezug auf das erwartete Verhalten und die Haftung,
3. Erhöhung der Rechenschaftspflicht von Unternehmen für negative Auswirkungen und Sicherstellung der Kohärenz für Unternehmen in Bezug auf die Verpflichtungen im Rahmen bestehender und vorgeschlagener EU-Initiativen für verantwortungsbewusstes unternehmerisches Handeln,
4. Verbesserung des Zugangs zu Abhilfemaßnahmen für diejenigen, die von negativen Auswirkungen auf die Menschenrechte und die Umwelt durch unternehmerisches Verhalten betroffen sind,
5. als horizontales Instrument, das sich auf Geschäftsprozesse konzentriert und auch für die Wertschöpfungskette gilt, wird diese Richtlinie andere geltende oder vorgeschlagene Maßnahmen ergänzen, die direkt auf bestimmte spezifische Herausforderungen im Bereich Nachhaltigkeit oder auf bestimmte Branchen, meist innerhalb der Union, abzielen.

## Inhalt
Der Vorschlag besteht aus zwei Dokumenten – der Richtlinie selbst (83 Seiten) und einem Anhang (8 Seiten). Die Richtlinie führt kaum konkrete Sorgfalts- oder Prüfungspflichten, sondern legt das Prozedere fest, wie deren Erfüllung zu erfolgen hat. Der Vorschlag ist vor allem dadurch geprägt, dass er neben 71 Erwägungsgründen auch 130 Fußnoten umfasst, die auf andere Rechtsakte und Dokumente der EU und anderer Organisationen (z. B. Vereinte Nationen und OECD) verweisen. Aus vielen dieser Dokumente können konkrete Pflichten abgeleitet werden (z. B. Fußnote 80 über die OECD-Leitsätze für multinationale Unternehmen).
Die einzelnen Pflichten werden im Anhang aufgelistet und geben somit einen guten Überblick:
- Teil 1: Ohne Titel – Inhalt: Menschenrechte und Grundfreiheiten
  - Unterpunkt 1: „Verstöße gegen die in internationalen Menschenrechtsübereinkommen enthaltenen Rechte und Verbote“ listet 21 Pflichten (teilweise mit Unterpunkten) auf.
  - Unterpunkt 2: „Übereinkommen zu Menschenrechte und Grundfreiheiten“ listet 15 Pflichten (teilweise mit Unterpunkten) auf.
- Teil 2: Verstöße gegen die Umweltübereinkommen aufgenommene international anerkannte Ziele und Verbote listet 12 Pflichten (teilweise mit Unterpunkten) auf.

Gemäß „Informationen zum Dokument“ sind folgende Themen abgedeckt:
- Umweltschutz
- Auswirkung auf die Umwelt
- Wirtschaftsinstrument für die Umwelt
- Haftung für Umweltschäden
- Gesellschaftsrecht
- Arbeitsrecht
- Menschenrechte
- soziale Verantwortung von Unternehmen
- Wertschöpfungskette
- Corporate Governance